# Meropogon forsteni
El abejaruco de Célebes (Meropogon forsteni) es una especie de ave coraciforme de la familia Meropidae endémica de la isla indonesia de Célebes. Es una especie típica de los claros del bosque denso. Es la única especie del género Meropogon. Su nombre científico conmemora al naturalista holandés Eltio Alegondas Forsten.

## Descripción
El abejaruco de Célebes es ave colorida con larga cola y alas redondeadas. Su pico es largo, estrecho y ligeramente curvado hacia abajo. Mide unos 25–26 cm de largo, incluidas las dos extensiones de la cola de unos 6 cm.
El macho adulto tiene la cabeza, cuello, pecho y parte superior del vientre morados. El resto de sus partes superiores, alas y cola, son verdes, a excepción de la parte posterior de cuello que es pardo rojizo. La parte inferior de su vientre también es pardo rojiza y la parte inferior de la cola es castaña. Tienen dos plumas alargadas y finas sobresalientes en la parte central de la cola.
La hembra adulta tiene un aspecto similar pero la parte frontal de su vientre es pardorojiza, no morada. Los juveniles tienen el píleo y parte posterior del cuello verdes, el rostro oscuro y la garganta azulada. Además carecen de las dos prolongaciones de la parte central de la cola de los adultos.
Sus llamadas consisten en agudos chit o piip.

## Comportamiento
El abejaruco de Célebes realiza desplazamientos estacionales, cría tierra adentro en la época seca y se desplaza a la costa en la época de lluvias. Como otros abejarucos anida en túneles excavados en los taludes fluviales y otras superficies verticales arenosas sin formar colonias. Los túneles pueden medir hasta 90 cm de profundidad. 
El abejaruco de Célebes, al igual que sus parientes, se alimenta de insectos como las abejas, avispas, libélulas y escarabajos, que suele atrapar al vuelo. Esta especie caza en solitario o en parejas, más que en bandadas, permaneciendo quieto en un posadero favorable largos periodos para lanzarse hacia las presas que pasan.